# Myrna Cunningham
Myrna Kay Cunningham Kain (1947) es una médica cirujana, feminista miskita y activista indígena nicaragüense. Participó en procesos político-sociales vinculados a la lucha por los derechos de las mujeres y de los pueblos indígenas de América Latina. Ha sido coordinadora de la Cátedra Indígena de la Universidad Indígena Intercultural. En septiembre de 2010, obtuvo un doctorado honoris causa por parte de la Universidad Nacional Autónoma de México, siendo la primera vez que la UNAM otorgó tal reconocimiento a una mujer indígena. De 2011 a 2013 fue presidenta del Foro Permanente para las Cuestiones Indígenas de la ONU.
Entre sus investigaciones se encuentran estudios sobre las formas de discriminación que sufren las mujeres indígenas y ha promovido el establecimiento de estrategias y programas que faciliten su acceso a la educación en todos los niveles.
Es presidenta de la Asociación para los derechos de las mujeres y el Desarrollo (AWID) además de consultora sobre América Latina de diversos organismos internacionales, entre los que se encuentran la UNESCO, el PNUD, la OPS, el BID, FNUAP, la CEPAL, UNIFEM y la OMS. 

## Biografía
Pertenece al pueblo indígena Miskitu de la comunidad de Waspam situado en las márgenes del Río Wangki en Nicaragua. Después de estudiar para Maestra de Educación Primaria regresó a su comunidad de origen a trabajar como maestra. Salió nuevamente a estudiar medicina y cirugía a la Universidad Nacional Autónoma de Nicaragua, siendo la primera mujer Miskita médica. Regresó a trabajar en el Hospital Misionero de la Iglesia Morava como médica general y posteriormente como cirujana, labor que combinaba con su trabajo en la sanidad pública de las comunidades del Río Coco hasta 1979.

### Revolución Sandinista
Durante la Revolución Sandinista trabajó en el Ministerio de Salud Pública en diferentes responsabilidades, entre otras fue directora de investigación y planificación. Después regresó a su comunidad para asumir la organización de los servicios de salud y la coordinación de gobierno regional en la actual Región Autónoma, siendo la primera mujer gobernadora miskita. En este marco participó en el proceso de consulta sobre la autonomía regional multiétnica y las negociaciones de los acuerdos de paz que finalizaron en 1987, con la aprobación de la Ley de Autonomía de los Pueblos Indígenas y Comunidades Étnicas de la Costa Atlántica de Nicaragua y el establecimiento de los primeros gobiernos regionales autónomas.
Fue diputada por la Región Autónoma de la costa del Atlántico del Norte en la Asamblea Nacional (RAAN) en la Asamblea Nacional y el Consejo Regional Autónomo de la RAAN asumiendo funciones en el Parlamento Indígena de América, la Comisión Indígena en el Parlatino, las Comisiones de la Mujer y de asuntos étnicos de la Asamblea Nacional y las comisiones de asuntos jurídicos y de salud del Consejo Regional Autónomo de la RAAN. En ese periodo se definieron los primeros instrumentos normativos para la institucionalización del sistema regional multiétnico en Nicaragua.

### Pueblos indígenas, educación y derechos
En 1994 fue una de las fundadoras y rectora por 8 años de Universidad de las Regiones Autónomas de la Costa Caribe Nicaragüense, una de las primeras experiencias latinoamericanas de educación superior indígena, intercultural, con enfoque de género, que ha servido como modelo para el continente. Trabajó también en la misma línea siendo promotora del Sistema Educativo Autonómico Regional (SEAR) en las Regiones Autónomas de Nicaragua y desde la Cátedra Indígena Itinerante (CII) de la Universidad Indígena Intercultural, promovida por el Fondo para el Desarrollo de los Pueblos Indígenas de América Latina y el Caribe, integrada por 60 sabios/as indígenas de 18 países de América Latina, de la que fue nombrada coordinadora en 2007.
Tiene una amplia experiencia sobre derechos de los pueblos indígenas. Ha sido Secretaria General del Instituto Indigenista Interamericano, consultora de distintas organizaciones multilaterales, bilaterales, gubernamentales y no gubernamentales sobre salud, educación, territorio, medio ambiente y recursos naturales, discriminación racial, evaluación de los mecanismos e instrumentos internacionales de derechos humanos de los pueblos indígenas, entre otros. 
En 1992 fue coordinadora de la Campaña Continental 500 años de Resistencia Indígena, Negra y Popular y ha sido activista por los derechos individuales y colectivos de mujeres y hombres de los pueblos indígenas en su país, la OEA y la ONU.
Ha sido promotora ante organismos de cooperación internacional en la búsqueda de fondos y desarrollo de una cooperación externa culturalmente respetuosa con los pueblos indígenas y ha trabajado los temas de salud intercultural y medicina tradicional, además de continuar colaborando con los Gobiernos Regionales Autónomos de Nicaragua en el proceso de establecimiento de los Modelos de Salud Intercultural. 
Es presidenta del Centro para la Autonomía y Desarrollo de los Pueblos Indígenas - CADPI que es una organización que trabaja en áreas de comunicación intercultural, revitalización cultural, derechos de las mujeres indígenas, cambio climático y su impacto sobre pueblos indígenas y ha establecido un observatorio de la autonomía regional multiétnica en Nicaragua. 
De 2011 a 2013 fue presidenta del Foro Permanente para las Cuestiones Indígenas de la ONU.
En 2014 fue asesora del presidente de la Asamblea General de Naciones Unidas para la Conferencia de Pueblos Indígenas de la ONU en 2014.
Es presidenta de la Asociación para los derechos de las mujeres y el Desarrollo (AWID), trabaja en el Proyecto Hambre y en el Fondo Fiduciario para Pueblos Indígenas, el Centro de Investigación Agrícola Tropical y el Centro de Educación Superior. También es vicepresidenta primera de la Junta Directiva del Fondo para el Desarrollo de los Pueblos Indígenas de América Latina y el Caribe.

### Derechos de las mujeres
Destaca también su activismo en defensa de los derechos de las mujeres y de manera específica los derechos de las mujeres indígenas tanto en su país como en el ámbito continental y global. Es miembro de la Junta Directiva del Fondo Global de Mujeres y asesora de la Alianza de Mujeres Indígenas de México y Centro América, el Enlace continental de mujeres indígenas y el Foro Internacional de Mujeres Indígenas- FIMI. 
Cunningham fue miembro del Consejo de administración del Fondo Global para Mujeres y también asesora de la Alianza de Mujeres Indígenas de México y Centro América. la Red Continental de Mujeres Indígenas y el Foro Internacional de Mujeres Indígenas.

## Premios y reconocimientos
- En 2001 la Organización Panamericana de la Salud le reconoció su trabajo otorgándole el Premio de Heroína de la Salud de las Américas.
- En 2002, la Organización Panamericana de la Salud la nombró "Heroína Nacional de Nicaragua"
- En 2010 recibió un doctorado honorario en Universidad Autónoma Nacional de México (UNAM)[4] siendo la primera mujer indígena en recibir esta distinción.

- En 2012 fue premiada por la organización de derechos humanos MADRE  por su trabajo.[5]
- En 2015 recibió el Premio Iberoamericano de Derechos Humanos.[6]

## Publicaciones
- Sabidurías y conocimientos indígenas en la Universidad Indígena Intercultural: La Cátedra Indígena Itinerante. (2010) Con Nicole Nucinkis.[7]